# وزير الابتكار والعلوم والصناعة (كندا)
وزير الابتكار والعلوم والصناعة الكندي (بالفرنسية: ministre de l'Innovation, des Sciences et de l'Industrie)‏ هو وزير في حكومة كندا مسؤول عن الإشراف على التنمية الاقتصادية وإدارة شؤون الشركات والابتكار والعلوم والتنمية الاقتصادية في كندا. وزير الابتكار والعلوم والصناعة هو أيضًا الوزير المسؤول عن الإحصاء الكندي. يشغل فرانسوا فيليب شامبين منصب وزير الابتكار والعلوم والصناعة حاليا.